# Read code
 (mai 2025).
Les Read codes sont un système de terminologie médicale clinique qui a été largement utilisé dans la médecine générale au Royaume-Uni jusqu’en 2018, lorsque le NHS England a adopté le système SNOMED CT. Les Read codes sont encore utilisés en Écosse et, en Angleterre, ils étaient autorisés dans les services de soins secondaires du NHS, comme la dentisterie et la santé mentale, jusqu’au 31 mars 2020.  
Les Read codes permettent un encodage clinique détaillé de nombreux phénomènes liés aux patients, notamment : la profession ; les circonstances sociales ; l’origine ethnique et la religion ; les signes cliniques, les symptômes et les observations ; les examens de laboratoire et leurs résultats ; les diagnostics ; les procédures diagnostiques, thérapeutiques ou chirurgicales réalisées ; ainsi qu’une variété d’éléments administratifs (par exemple, si un rappel de dépistage a été envoyé et par quel mode de communication, ou si une rémunération à l’acte a été réclamée).  
Il s’agit donc d’un système qui inclut, mais dépasse largement, les capacités expressives d’un simple code de diagnostic.

## Historique
Depuis ses débuts dans les années 1980, le système a évolué à travers trois changements majeurs de conception technique et a considérablement élargi son contenu.

### Read version 1 (Read 4 octets)
La première version a été développée au début des années 1980 par le Dr James Read, un médecin généraliste de Loughborough. Le schéma était structuré de manière similaire à la CIM-9 :
- chaque code était composé de quatre caractères consécutifs : le premier caractère entre 0-9 ou A-Z (à l’exception de I et O), les trois suivants entre 0-9, A-Z/a-z (sauf i, I, o et O), et jusqu’à trois points (.) terminaux ;
- la position relative d’un code par rapport à un autre était représentée dans le code lui-même : [J...] est l’ancêtre commun de tous les autres codes commençant par « J », et [J1..] est à son tour l’ancêtre de tous les codes commençant par « J1 ».

En raison de sa structure à quatre caractères, la version 1 des Read codes était souvent appelée « Read 4 octets ». La première version a été publiée en avril 1986 ; la dernière publication officielle de Read 4 octets a eu lieu en avril 2009.

### Read version 2 (Read 5 octets)
Read 4 octets ne pouvait encoder qu'une hiérarchie mono-axiale avec un maximum de quatre niveaux hiérarchiques. Le besoin opérationnel du NHS d’offrir une correspondance directe avec la CIM-9-CM et l’OPCS-4 impliquait qu’un niveau hiérarchique supplémentaire était nécessaire. Un nouveau schéma a donc été conçu avec exactement les mêmes propriétés techniques que Read 4 octets, sauf que la structure du code a été étendue à cinq octets. Ce schéma est devenu connu sous le nom de Read2 ou Read 5 octets. La première publication de Read 5 octets a eu lieu quelque temps avant janvier 1991. La version d’octobre 2010 contenait 82 967 codes distincts de 5 octets (bien que le nombre réel de concepts cliniques distincts représentables soit estimé légèrement inférieur – 82 593 – en raison de doublons).
Une extension ultérieure de la famille des produits Read version 2 a été la co-publication d’un dictionnaire des médicaments et des dispositifs médicaux. Il suit la même structure technique (codes alphanumériques de 5 caractères, le premier en minuscule, organisés en mono-hiérarchie). Publié toutes les quatre semaines, la version d’octobre 2010 comptait 52 316 codes.
Une idée reçue courante est que tous les codes Read 4 octets sont également présents dans Read 5 octets, et conservent la même signification. Bien que ce soit le cas dans la majorité des cas — un code Read 4 octets de la forme « wxyz » étant équivalent à un code Read 5 octets de la forme « wxyz. » — il existe des exceptions notables. Le code Read 4 octets [E333 Peur de voler], par exemple, correspond à [E202A Peur de voler] dans Read 5 octets ; aucun code [E333.] n’existe dans Read 5 octets.

### Mandat du NHS
En 1988, une conférence conjointe du Royal College of General Practitioners et de la British Medical Association a recommandé la standardisation du système dans les systèmes de dossier médical électronique (DME) de médecine générale, et le National Health Service en a fait une obligation en avril 1999. La propriété intellectuelle des codes eux-mêmes a été entièrement acquise par le gouvernement britannique, et ils sont donc publiés sous le Droit d’auteur de la Couronne depuis lors.

### Version Read 3 (Clinical Terms Version 3 ou «CTV3»)
Une troisième version, plus radicalement progressive, a été développée dans les années 1990 afin de résoudre certaines des limitations techniques plus sérieuses des versions précédentes, notamment :
- Bien que les codes restent de 5 octets, la relation hiérarchique entre les codes n'est plus représentée par les codes eux-mêmes, mais par une table séparée listant toutes les relations binaires parent-enfant ; cela permet une polyhiérarchie de profondeur indéfinie.
- Les codes existent indépendamment des termes qui leur sont associés ; les termes ont désormais leur propre identifiant de code 5 octets, généralement commençant par la lettre « Y ».
- Les codes de concepts et les codes de termes ont un statut de diffusion, permettant ainsi de corriger les erreurs de rédaction : les concepts et les termes peuvent être déplacés dans différentes parties de la polyhiérarchie entre les versions, ou retirés complètement du système (et de la hiérarchie).
- Un important exercice de consultation professionnelle, le « Clinical Terms Project », a été mené pour identifier des concepts cliniquement utiles qui n’étaient pas codables dans la version 2. Cela a conduit à une expansion significative du contenu de CTV3, incluant un meilleur soutien pour les diverses « professions alliées à la médecine », telles que l’orthophonie, la physiothérapie et les soins infirmiers communautaires.
- Les concepts CTV3 peuvent être qualifiés ou « post-coordonnés » par l’ajout de codes supplémentaires, pour former des expressions composées avec une sémantique plus détaillée que celle exprimée par un seul code. Par exemple, un code de procédure peut être associé via un code d’attribut de latéralité à une valeur de latéralité (gauche/droite/bilatéral).
- De nombreux concepts bénéficient de définitions partiellement modélisées. Ainsi, de nombreuses interventions chirurgicales ont une relation « site » liant le code à la cible anatomique de la procédure :

```
  par exemple 70266|Réparation du nerf acoustique| :X9019|Site|=7N031|Nerf vestibulocochléaire|
       ou
       73143|Myringostapédioplastie| :
             X9019|Site|=Xa18W|Structure de la membrane tympanique|,
             X9019|Site|=Xa8RI|Structure de l’étrier|
```

La première version de Clinical Terms Version 3 a été publiée à la fin des années 1990. La version d’octobre 2010 contenait 298 102 codes concepts distincts, dont 55 829 étaient marqués comme inactifs, et 58 130 étaient des produits pharmaceutiques ou dispositifs.

## Production et licence
Dans les années 1990, les Read codes étaient publiés trimestriellement pour les termes cliniques, et mensuellement pour les médicaments et dispositifs.Plus récemment, ils ont été maintenus par le UK Terminology Centre, une division au sein de NHS Data Standards and Products (elle-même division de NHS Connecting for Health) et les deux versions étaient publiées deux fois par an, en octobre et en avril, sous Licence Ouverte du Gouvernement (Open Government Licence).
La demande de licence, ainsi que la distribution, se font désormais uniquement par voie électronique via le service UKTC Terminology Reference data Update Distribution.

## Read et SNOMED
SNOMED CT a été créé en 2001 suite à une fusion technique, éditoriale et de contenu entre CTV3 et SNOMED RT (en), un système américain. Une part importante du contenu principal international de SNOMED CT provient directement de CTV3 ; la majorité de ce contenu est identifiable grâce aux SNOMED ConceptIDs dont la colonne CTV3ID dans la table sct_concept cite un code ne commençant PAS par les caractères « XU ».
Bien que CTV3 continue d’être publié deux fois par an par le NHS indépendamment de SNOMED CT, la maintenance des deux se fait en parallèle ; la plupart des concepts devant être ajoutés à CTV3 sont systématiquement co-créés simultanément dans CTV3 et dans l’extension britannique de SNOMED CT.
Le NHS en Angleterre s’est engagé dans une transition stratégique vers SNOMED CT, et les systèmes utilisant SNOMED sont désormais déployés dans les structures de soins primaires et secondaires du NHS. Fin 2010, cependant, les versions 2 et 3 des Read restaient la terminologie clinique principale utilisée dans les soins primaires au Royaume-Uni, environ 90 % des établissements de soins primaires utilisant encore la version 2.

## Dépréciation et retrait
En préparation du passage de l’ensemble du système de santé anglais à SNOMED CT d’ici avril 2020, les systèmes de soins primaires devaient adopter la nouvelle nomenclature d’ici avril 2018 Les soins secondaires, incluant la santé mentale et la dentisterie, étaient tenus de migrer vers SNOMED d’ici avril 2020.
L’ancien Information Standards Board for Health and Social Care (ISB) avait fixé décembre 2010 comme date de dépréciation de la version 2 des Read, sans toutefois fixer de date de retrait à ce moment. En août 2014, le successeur de l’ISB, le Standardisation Committee for Care Information (SCCI), a officialisé le calendrier de retrait de la version 2 des Read : une dernière version mise à jour devait être publiée le 1er avril 2016, avec un retrait complet le 1er avril 2020.
Le calendrier de dépréciation et de retrait de la version 3 des Read a également été fixé par le SCCI en août 2014. La date de dépréciation a été fixée au 1er septembre 2014, avec une dernière version mise à jour au 1er avril 2018, et un retrait complet au 1er avril 2020.
Le dictionnaire des médicaments et dispositifs des Read Codes (DAAD) a été publié pour la dernière fois le 1er avril 2016, et ses données ont depuis été retirées de la circulation publique. L’objectif de NHS Digital est de migrer les utilisateurs vers le Drugs and Medicines Dictionary (dm+d), qui est lui-même basé sur SNOMED CT.